# Dianne Wiest

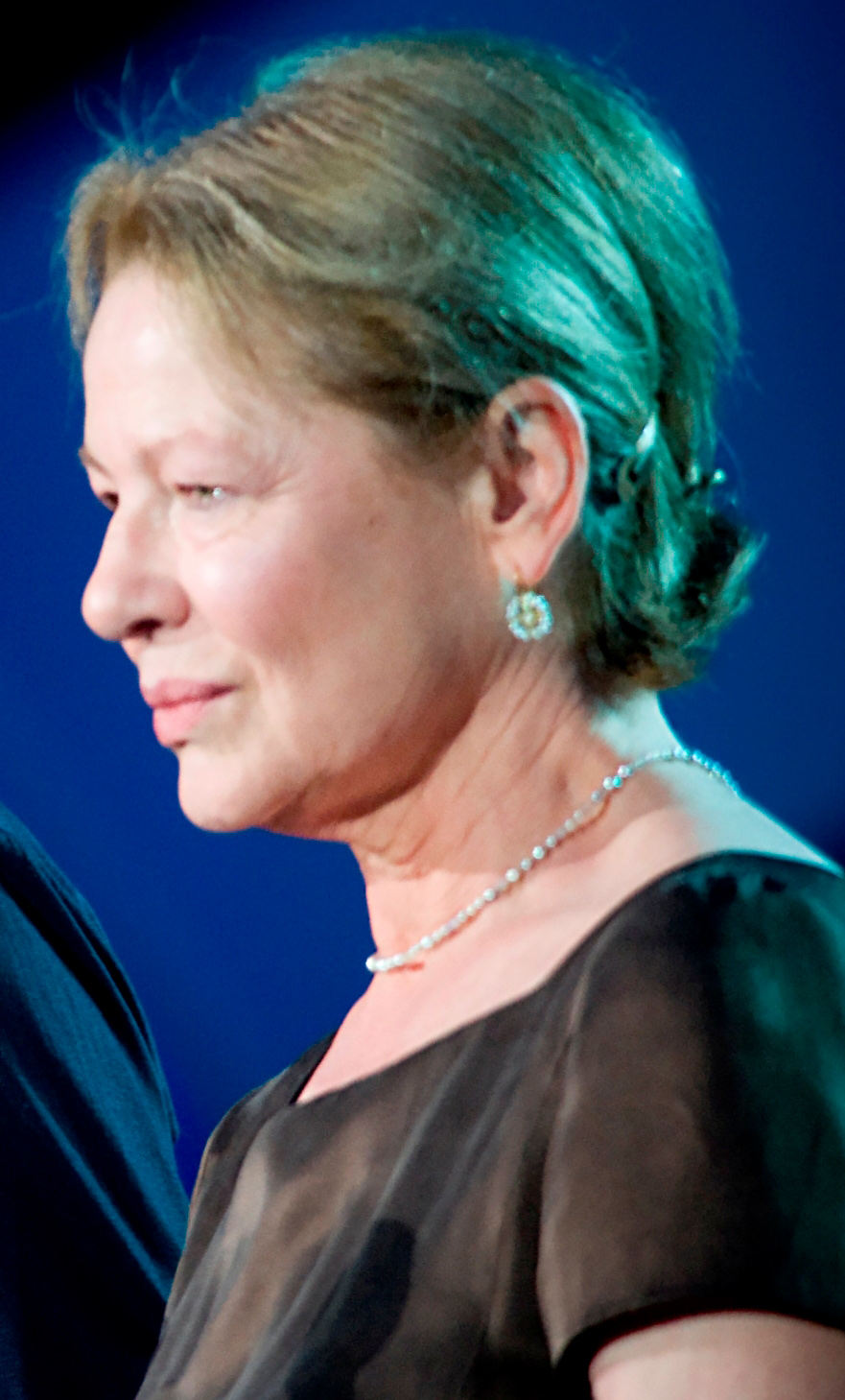
Wiest im Mai 2009 bei einem Benefizkonzert in Washington, D.C.

Dianne Evelyn Wiest [daɪˈjæn ˈɜvlɪn ˈwiːst] (* 28. März 1948 in Kansas City, Missouri) ist eine US-amerikanische Schauspielerin. Sie etablierte sich zunächst als Theaterschauspielerin am Broadway und gab zehn Jahre später ihr Filmdebüt. Für zahlreiche Darstellungen in On- und Off-Broadway-Produktionen wurde sie mit renommierten Theaterpreisen ausgezeichnet. In unterschiedlichen Filmgenres etablierte sie sich als vielseitige Nebendarstellerin. So war sie unter anderem in den Filmen Footloose, The Lost Boys, Edward mit den Scherenhänden, Das Wunderkind Tate, The Birdcage – Ein Paradies für schrille Vögel, Synecdoche, New York, Rabbit Hole und I Care a Lot zu sehen. Wiederholt arbeitete sie mit Regisseur Woody Allen zusammen. Wiest wurde zweimal mit dem Oscar als Beste Nebendarstellerin ausgezeichnet; 1987 für Hannah und ihre Schwestern und 1995 für Bullets Over Broadway, die beide unter der Regie von Allen entstanden.

## Privatleben

### Kindheit und Ausbildung

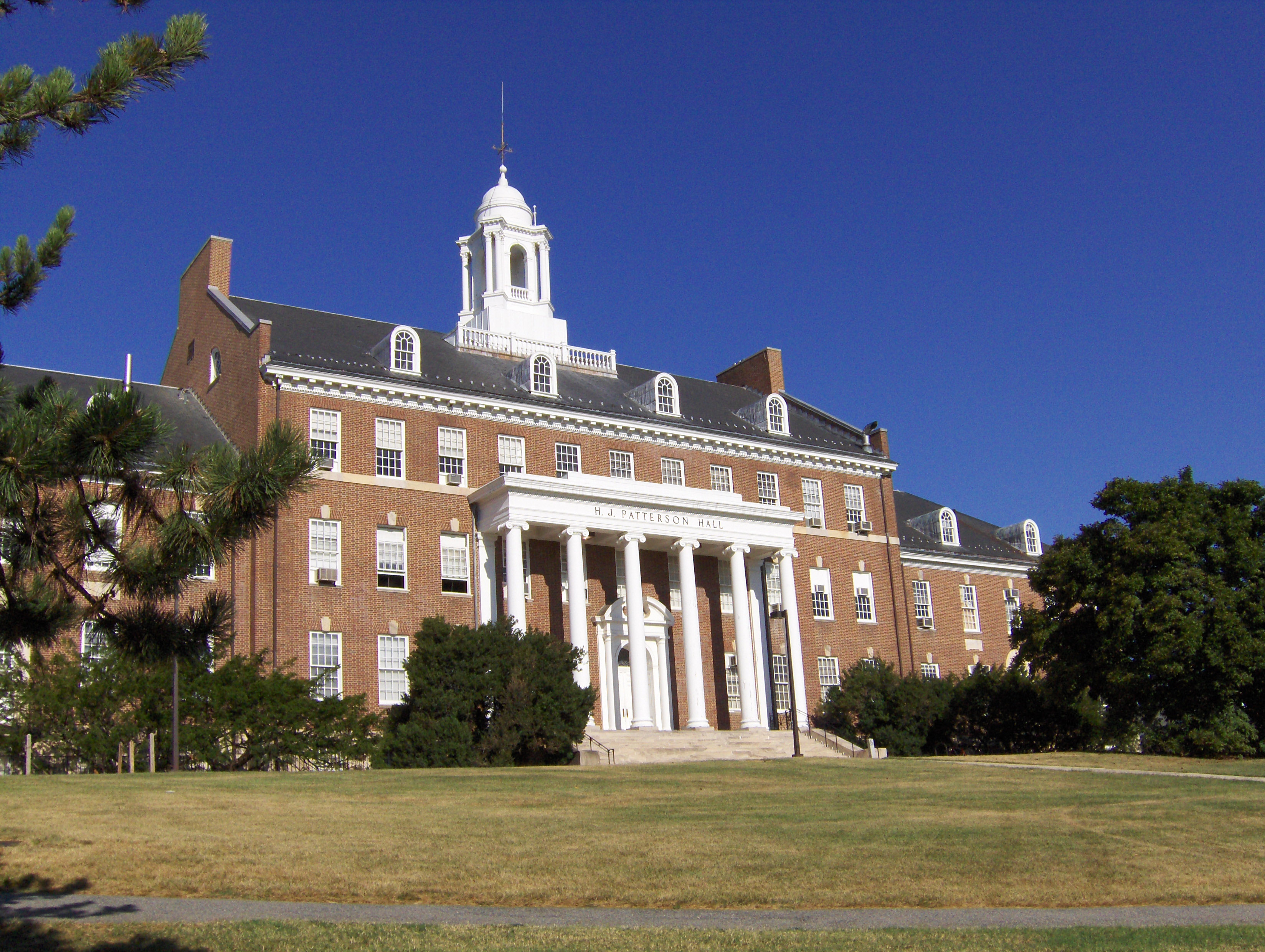
Haupteingang der University of Maryland, an der Wiest drei Semester Arts and Sciences studierte

Dianne Wiests Vater, Bernard John Wiest, war psychiatrischer Sozialarbeiter bei der U.S. Army. Ihre Mutter Anne Stewart war Krankenschwester; sie stammte aus dem schottischen Ort Auchtermuchty. Das Paar lernte sich während des Zweiten Weltkriegs in Algerien kennen. Nach Kriegsende kehrten beide zurück in die Vereinigten Staaten und ließen sich im Bundesstaat Missouri nieder. Dort wurde am 28. März 1948 ihre erste Tochter Dianne geboren, in den folgenden Jahren kamen dazu die Söhne Greg und Don. Bereits während ihrer Schulzeit hatte Dianne Ambitionen, auf der Bühne zu stehen; so begann sie eine Ausbildung zur Balletttänzerin an der renommierten New Yorker School of American Ballet.
Bedingt durch den Beruf des Vaters wechselte die Familie häufig den Wohnort und so musste Dianne Wiest ihre Ausbildung zu Gunsten eines Aufenthalts in Nürnberg beenden. Die Zeit in dem Land „mit der fremden Sprache“ war für sie nicht leicht. An der Schule für die Kinder der Soldaten entdeckte ein Lehrer das Talent der Schülerin und förderte sie. So stand sie in mehreren Aufführungen des Schultheaters auf der Bühne und entwickelte eine Leidenschaft für die Schauspielerei.
Nach der Rückkehr in die Vereinigten Staaten schrieb sich Dianne Wiest an der University of Maryland ein und studierte dort drei Semester lang. 1969 machte sie ihren Abschluss in Arts and Sciences. Anschließend trat sie der American Shakespeare Company bei und tourte mit der Truppe durch die Vereinigten Staaten und andere Länder.

### Familie
Ihr Privatleben hält die Schauspielerin weitgehend unter Verschluss. Sie war einige Jahre mit ihrem Agenten Sam Cohn liiert. Gegen Ende der 1980er Jahre adoptierte die Schauspielerin ein Mädchen. Anfang der 1990er Jahre kam ein zweites Mädchen hinzu. Um sich auf die Erziehung der Kinder konzentrieren zu können, zog sich Dianne Wiest für einige Jahre aus dem Filmgeschäft zurück und stand auch nicht auf der Bühne. Mit ihrer Familie lebt die Schauspielerin in ihrer Wahlheimat New York in der Upper West Side.

## Theaterkarriere

### Anfänge
Wiest gab ihr Bühnendebüt Ende der 1960er Jahre als Nebendarstellerin in dem Stück Ashes, einer Produktion der American Shakespeare Company beim Shakespeare Festival in New York.
Die Rolle der Hedda Gabler in der Aufführung von Henrik Ibsens gleichnamigem Stück am Long Wharf Theatre in New Haven war eine ihrer ersten Hauptrollen.
In der Originalproduktion von Kurt Vonneguts Happy Birthday Wanda June war Wiest 1970 als Zweitbesetzung in der Off-Broadway-Aufführung zu sehen. Nach der Verlegung des Stücks an den Broadway war sie erneut die Zweitbesetzung, kam jedoch nicht zum Einsatz.
Ihr Broadway-Debüt konnte sie erst 1971 während ihres nächsten Engagements geben, in Robert Andersons Solitaire/Double Solitaire.
Anschließend erhielt sie einen Vertrag beim regionalen Theater „Arena Stage“ in Washington, D.C. Dort spielte sie vier Jahre lang unter anderem in Stücken wie Unsere kleine Stadt, Wer hat Angst vor Virginia Woolf? oder Nachtasyl. Die Theatertruppe der „Arena Stage“ führte die junge Schauspielerin auf eine Theatertour durch die Sowjetunion.

### Durchbruch
Ihren Durchbruch bei Publikum und Kritik feierte die Schauspielerin 1980 in der Off-Broadway-Produktion The Art of Dining. Für ihre Darstellung wurde sie gleich mit drei Preisen ausgezeichnet, mit dem Obie Award, dem Theatre World Award und dem Clarence Derwent Awards. Zudem war sie für den Theaterpreis Drama Desk Award nominiert. Ein weiterer Erfolg war die weibliche Hauptrolle an der Seite von John Lithgow in der Aufführung von Christopher Durangs Beyond Therapy im Jahr 1982, das fünf Jahre später mit Julie Hagerty und Jeff Goldblum verfilmt wurde. Für ihre Darstellung in den Off-Broadway Stücken Serenading Louie und Other Places wurde Wiest 1984 mit einem Obie Award geehrt.
Das Stück After the Fall, von Arthur Miller ursprünglich für seine damalige Frau Marilyn Monroe geschrieben, hatte Wiest zuvor nie gelesen; sie ließ sich erst während des Castings 1984 von dem Stoff überzeugen. Ihre Verkörperung der Maggie an der Seite von Frank Langella wurde von der Fachpresse wie auch von den Zuschauern allerdings gleichermaßen enthusiastisch aufgenommen.
Im Laufe ihrer Karriere spielte Wiest die unterschiedlichsten Charaktere. Sie verkörperte zahlreiche klassische Figuren wie Desdemona neben James Earl Jones als Othello und Hedda Gabler in Henrik Ibsens gleichnamigen Stück.
Im Sommer des Jahres 1993 spielte Dianne Wiest zusammen mit Frances Conroy und Liev Schreiber am Broadway in dem Stück In the Summer House. Ihre Interpretation der dominanten Mrs. Eastman Cuevas wurde vom Theaterkritiker David Richards in der New York Times als „mutig“ beschrieben. Er lobte die Schauspielerin zudem für ihre starke Darstellung, die „nie ganz echt wirkt“.

### Theaterarbeit ab dem Jahr 2000

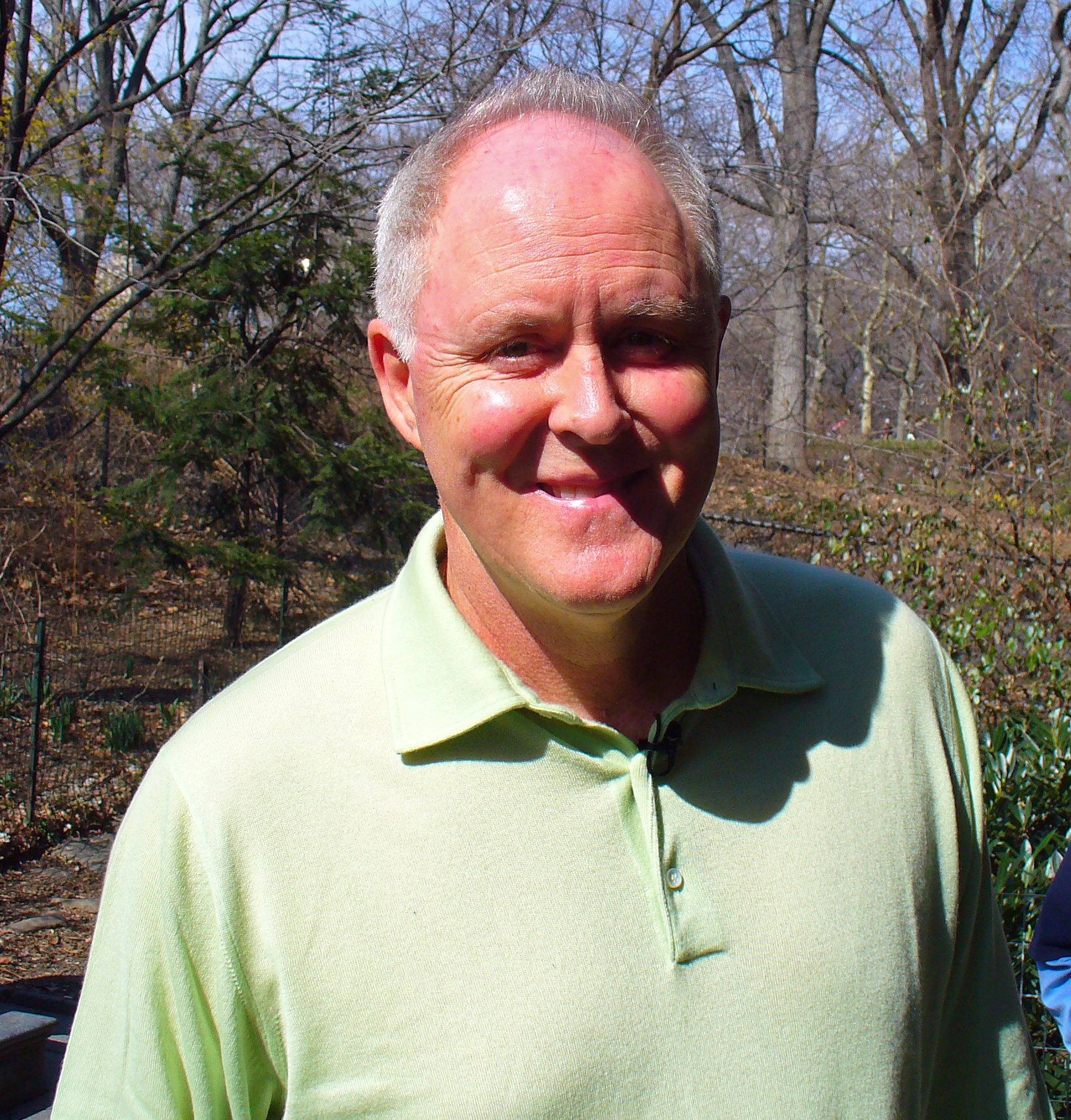
John Lithgow, häufiger Bühnenpartner von Dianne Wiest

In einer Lesung von Oscar Wildes Stück Salome über das Leben der gleichnamigen Bibelgestalt, gespielt von Marisa Tomei, war Dianne Wiest in der Rolle der Herodias zu sehen, neben Al Pacino als Herodes und David Strathairn als Jokannan. Die Regie übernahm Estelle Parsons, die das Ensemble nach Meinung von John Rockwell gekonnt in Szene setzte.
Im Frühjahr 2005 war die Mimin in Memory House zu sehen, einem Stück über die Probleme und unterschiedlichen Weltanschauungen zweier Generationen am Beispiel einer Mutter und deren Tochter im Teenageralter. Charles Isherwood von der New York Times fand Wiests „warmherziges, bezauberndes Spiel“ gebe dem Stück über die angespannte Situation zwischen zwei Frauen einen interessanten Gehalt. Die Schauspielerin schaffe es außerdem, die Sympathien des Publikums auf den gefühlvollen Unterton der Geschichte zu lenken. Für eine solche Aufgabe gebe es kein Rezept, an das man sich halten könne.
In der erfolgreichen Komödie Third von Wendy Wasserstein stellte sie im selben Jahr an der Seite von Charles Durning, Jason Ritter und Gaby Hoffmann eine starke, aber auch verletzliche Professorin dar.
Obwohl Ben Brantley Wiest in dieser Rolle für fehlbesetzt hielt, gefiel ihm die Art, wie die Schauspielerin versuchte, dagegen anzuspielen.
2008 stand Wiest unter anderem neben Alan Cumming in Tschechows Die Möwe auf der Bühne und betreute die Produktion auch als Schauspielmanagerin. In dieser Funktion sorgte sie unter anderem dafür, dass eine Zusammenarbeit mit dem in Russland lebenden Regisseur Wjatscheslaw Dolgatschew, dem künstlerischen Leiter des Moskauer New Drama Theater, zustande kam.
Wiest brachte außerdem den Designer Santo Loquasto mit in das Team, dessen Leistungen als Szenenbildner und Kostümdesigner sie aufgrund seiner Mitarbeit an mehreren Woody-Allen-Filmen kannte und schätzte. Die Aufführung des Stücks war sehr erfolgreich und Kritiker lobten unter anderem Wiests „gekünstelt mädchenhaftes Porträt der Arkadina“, das sich laut Hilton Als vom New Yorker „absolut zutreffend anfühlt“.
In der Wintersaison 2008/2009 feierte sie Erfolge beim Publikum mit ihrer Rolle in All our Sons. Erneut handelte es sich um ein Stück von Arthur Miller, in dem sie neben John Lithgow und Patrick Wilson auf der Bühne stand. Das Stück zog vor allem aufgrund der Mitwirkung von Katie Holmes die Aufmerksamkeit der Presse auf sich. Kritiker Tom O’Neil machte in seiner Bewertung jedoch deutlich, dass allein die beiden „Broadwaylegenden“ Wiest und Lithgow die Aufführung sehenswert machten.

## Filmkarriere

### Anfänge
Nachdem sich Dianne Wiest innerhalb von zehn Jahren als Bühnendarstellerin etabliert hatte, spielte sie 1980 ihre erste kleine Rolle in dem Kinofilm It’s My Turn – Ich nenn' es Liebe an der Seite von Michael Douglas und Beverly Garland. Weitere Nebenrollen folgten, wie zum Beispiel als Therapeutin von Jill Clayburgh in Die Jagd nach dem Leben. 1984 war sie als Mutter von Lori Singer und Ehefrau ihres Theaterkollegen John Lithgow in dem Tanzfilm Footloose von Regisseur Herbert Ross zu sehen. Im selben Jahr spielte sie Meryl Streeps beste Freundin in Falling in Love.
Für die Synchronfassung in deutscher Sprache werden Wiests Rollen von der Theaterschauspielerin Kerstin Sanders-Dornseif gesprochen. In frühen Filmen synchronisierten sie auch andere Sprecherinnen, bevor sich Sanders-Dornseif Mitte der 1980er Jahre als Stammsprecherin etablierte.

### Erfolge mit Woody Allen
Mitte der 1980er Jahre wurde Woody Allen auf die Schauspielerin aufmerksam und besetzte sie in einer kleinen Rolle als Prostituierte in seinem Film The Purple Rose of Cairo. Wiests Leistung überzeugte den Regisseur und so setzte er sie auch in seinen folgenden Projekten ein. Der Durchbruch im Filmgeschäft gelang ihr 1986 mit der nächsten Zusammenarbeit mit Allen. In Hannah und ihre Schwestern spielte sie Hannahs (Mia Farrow) neurotische Schwester Holly, eine angehende Schauspielerin und Inhaberin eines Cateringservices, die ständig an die falschen Männer gerät und schließlich den zeugungsunfähigen Ex-Ehemann ihrer Schwester (Woody Allen) heiratet, worauf sie dennoch schwanger wird (von wem bleibt unklar). Allen schaffte es, die von der Theaterarbeit geprägte Schauspielerin so einzusetzen, dass sie in der Lage war, vor der Kamera eine genauso eindringliche Präsenz zu erreichen wie auf der Bühne. Gewürdigt wurde sie dafür mit dem Oscar als beste Nebendarstellerin.
1987 arbeitete sie noch zwei weitere Male mit Allen zusammen. In der autobiografischen Komödie Radio Days verkörperte sie die Tante des jungen Helden, Woody Allens Alter Ego Joe Needleman, gespielt von Seth Green. In dem Drama September mimte sie eine einsame Hausfrau und Mutter, die an einem Wochenende im Ferienhaus ihrer Freundin Lane (Mia Farrow) eine Affäre mit dem Schriftsteller Peter (Sam Waterston) hat, in den jedoch auch Lane verliebt ist. Der Umstand, dass Woody Allen diese beiden Filme wie Bühnenstücke inszenierte, kam dem Spiel seines neuen „Familienmitglieds“, wie der Regisseur seine Stammschauspieler bezeichnet, sehr zugute.

### Hollywoodkomödien und Mutterrollen
Nach September trennten sich zunächst ihre Wege. Wiest war in den folgenden Jahren in zahlreichen Komödien als „mütterliche Figur“ zu sehen, so in Bright Lights, Big City in Rückblenden als die krebskranke Mutter von Michael J. Fox. In Susan Seidelmans Krimikomödie Cookie spielte sie die Mutter von Emily Lloyd und Geliebte des Paten Dominick Capisco alias Peter Falk. Ihre Darstellung der überkandidelten Gangsterbraut, die als besorgte Mutter dennoch ihre Tochter von der Mafia fernhalten will, wurde von Roger Ebert als „sehr originell“ beschrieben.
Unter der Regie von Ron Howard verkörperte sie in Eine Wahnsinnsfamilie an der Seite von Steve Martin die alleinerziehende Helen Buckmann, die mit ihrer pubertierenden Tochter Julie (Martha Plimpton) und ihrem zu Gewalt neigenden Sohn Garry (Joaquín Phoenix) alle Hände voll zu tun hat. Dianne Wiest wurde für ihre „realistische Darstellung“ von der Kritik gelobt und für einen Oscar und einen Golden Globe nominiert.
Für Tim Burton stand sie 1990 in Edward mit den Scherenhänden vor der Kamera. In der Fantasy-Tragikomödie spielte sie die Avon-Beraterin Peg, die während einer ihrer Beratungstouren den künstlichen Menschen Edward (Johnny Depp) in einem alten Schloss findet und mit zu sich nach Hause nimmt. Ihre Versuche, den Mann mit den Scherenhänden in die Gemeinschaft der Kleinstadt zu integrieren, schlagen jedoch fehl, und Peg muss erkennen, dass für ihn ein einsames Leben in dem Schloss das Vernünftigste ist.
In Jodie Fosters Regiedebüt Das Wunderkind Tate spielte Wiest 1991 eine Wissenschaftlerin, die versucht, den hochbegabten Fred Tate zu fördern. Bei seiner Mutter Dede stößt sie dabei jedoch auf Widerstand, was bei den Frauen zu einem Tauziehen um den Jungen führt.

### Erneute Zusammenarbeit mit Woody Allen
Nach über sechs Jahren seit der letzten Zusammenarbeit schrieb Woody Allen seiner Stammschauspielerin eine Rolle auf den Leib. In seiner in den 1920er Jahren angesiedelten Komödie Bullets Over Broadway spielte Wiest eine Figur, die mit den „netten Müttern“ und teilweise „süßlichen“ Frauencharakteren der vergangenen Jahre nichts gemein hatte. Wiest selbst bezeichnete Allen als „den Regisseur, der sie am besten einzusetzen wisse und auch das Risiko eingehe, sie eher untypische Rollen spielen zu lassen“.
Für die Figur der alternden Theaterdiva verwendete Wiest eine tiefere Stimmlage, die sie bis dahin nur auf der Bühne eingesetzt hatte, um dem übermäßigen Alkohol- und Zigarettenkonsum von Helen Sinclair Tribut zu zollen. Für ihre Darstellung der häufig fluchenden Aktrice, die eine Affäre mit dem jungen Regisseur David Shayne alias John Cusack beginnt, wurde Wiest 1995 unter anderem mit ihrem zweiten Oscar als beste Nebendarstellerin ausgezeichnet. Bullets Over Broadway war für sie der fünfte Film unter Regisseur Woody Allen. Sie ist damit nach Mia Farrow und Diane Keaton die am häufigsten besetzte Darstellerin in seinen Filmen.

### Komödien in den 1990er Jahren

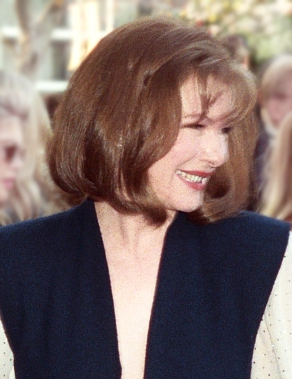
Dianne Wiest (1990)

Ihr Talent für Komödien konnte Dianne Wiest als Senatorengattin Louise Keeley 1996 in The Birdcage – Ein Paradies für schrille Vögel ein weiteres Mal unter Beweis stellen. Das Remake des französischen Originals Ein Käfig voller Narren aus dem Jahr 1978 wurde von Mike Nichols für den US-amerikanischen Markt mit Robin Williams, Gene Hackman und Nathan Lane aufbereitet. Erneut in einer Mutterrolle wurde Wiest für ihre „solide Darstellung“ unter anderem von James Berardinelli gelobt und mit verschiedenen Filmpreisen geehrt.
Im selben Jahr spielte sie an der Seite von Whoopi Goldberg unter der Regie von Donald Petrie in Wer ist Mr. Cutty? eine Sekretärin, die eigentlich viel mehr kann als nur tippen. Zusammen mit ihrer Chefin erobert sie so den von Männern dominierten New Yorker Finanz- und Börsenmarkt. Der Filmkritiker Peter Stack war von ihrer Leistung sehr angetan.
Der Schauspieler und Regisseur Griffin Dunne besetzte Wiest 1998 in seiner Verfilmung von Alice Hoffmans Roman Practical Magic an der Seite von Sandra Bullock, Nicole Kidman sowie Stockard Channing. Die vier Frauen verkörperten zusammen mit den Jungschauspielerinnen Evan Rachel Wood und Alexandra Artrip drei Generationen einer verfluchten Hexenfamilie.
Zwei Jahre später schlüpfte die Schauspielerin für die fünfteilige Fantasy-Miniserie Das zehnte Königreich erneut in die Rolle einer Hexe. Die Geschichte basiert lose auf verschiedenen Märchen der Gebrüder Grimm, die ins 20. Jahrhundert übertragen wurden. Wiest war darin als Böse Königin zu sehen, die die sogenannten neun Königreiche tyrannisiert.

### Fernsehserien und Independentfilme
Im Jahr 2000 traf Dianne Wiest erneut auf Sam Waterston, mit dem sie bereits Ende der 1980er Jahre gemeinsam vor der Kamera gestanden hatte, als sie die Nachfolge des Bezirksstaatsanwalts Adam Schiff (dargestellt von Steven Hill) in der Serie Law & Order antrat. Sie spielte in den Staffeln 11 und 12 die Rolle der Bezirksstaatsanwältin Nora Lewin und war zusammen mit ihren Serienkollegen zweimal für den Screen Actors Guild Award nominiert.
In dem Familiendrama Ich bin Sam stand sie 2001 neben Sean Penn, Michelle Pfeiffer und Dakota Fanning vor der Kamera. Sie verkörperte darin die unter Agoraphobie leidende Nachbarin des geistig Behinderten Sam, der um das Sorgerecht für seine Tochter kämpft. Genau wie die anderen Figuren muss sich in dem Film auch Annie Cassell ihrer Angst stellen; während der Anhörung im Gerichtssaal ergreift sie schließlich doch noch Partei für den geistig behinderten Vater.
Anschließend spielte Wiest in kleineren Produktionen mit wie in Not Afraid, Not Afraid, in der französischen Produktion Merci Docteur Rey mit Jane Birkin und Bulle Ogier und in Kids – In den Straßen von New York. Letztere basiert auf einem autobiografischen Roman von Dito Montiel und wurde auf verschiedenen Filmfestivals gezeigt, wie etwa 2006 auf den Internationalen Filmfestspielen von Venedig und dem Sundance Film Festival. Das Ensemble, darunter Robert Downey Jr., Chazz Palminteri und Rosario Dawson, wurde dabei mit den Kritikerpreisen Special Jury Prize, Preis der Kritikerwoche und dem Isvema-Preis ausgezeichnet.
2005 lieh die Schauspielerin ihre Stimme der Figur Mrs. Coperbottom in dem Animationsfilm Robots. In Dedication, dem Regiedebüt von Justin Theroux übernahm sie an der Seite von Tom Wilkinson und Mandy Moore eine kleine Nebenrolle. In der Komödie Dan – Mitten im Leben! verkörperte sie die Mutter zweier Brüder, gespielt von Steve Carell und Dane Cook, die für ihren verwitweten Sohn Dan nur das Beste will und versucht, ihn wieder zu verkuppeln. Von der Kritik wurde ihre Darstellung wohlwollend aufgenommen und als „solide“ beschrieben.
2008 spielte Wiest in Synecdoche, New York an der Seite von Oscarpreisträger Philip Seymour Hoffman und von Samantha Morton. Die Tragikomödie von Charlie Kaufman wurde bei den Internationalen Filmfestspielen in Cannes uraufgeführt und lief dort im Wettbewerb um die Goldene Palme.
2008 und 2009 war sie in der Dramaserie In Treatment – Der Therapeut als Supervisorin des Psychotherapeuten Paul, gespielt von Gabriel Byrne, zu sehen. Für ihre Rolle wurde sie mit einem Emmy ausgezeichnet. Daneben war sie für einen Golden Globe in der Kategorie Beste Nebendarstellerin – Serie, Mini-Serie oder Fernsehfilm nominiert.
In der britischen Produktion Rage ist sie als Geschäftsführerin und ehemalige Inhaberin eines Modehauses zu sehen, die wie 13 andere Charaktere aus dem Unternehmen über sieben Tage von dem jungen Blogger Michelangelo gefilmt wird. Das ungewöhnliche Werk von Sally Potter feierte 2009 bei der Berlinale Premiere.
Von 2015 bis 2019 zählte Wiest neben James Brolin, Colin Hanks, Betsy Brandt und Thomas Sadoski zu den Hauptdarstellern der US-amerikanischen Comedyserie Life in Pieces. Daneben übernahm sie weitere Nebenrollen in Filmen, unter anderem als todkranke, von diesem entfremdete Ehefrau von Clint Eastwoods Hauptfigur in The Mule und als entmündigte Pflegepatientin in der satirischen Schwarzen Komödie I Care a Lot (2020) neben Rosamund Pike.

## Analyse
Obwohl sie keine klassische Schauspielausbildung genossen hatte, erhielt Dianne Wiest Rollen in den New Yorker Theatern und erlernte so ihr Handwerk, während sie auf der Bühne stand. Heute bereut die Schauspielerin, dass sie nie eine Schauspielschule besucht hat. Doch die fehlende Erfahrung half der jungen Schauspielerin dabei, frei zu spielen, obwohl sie immer das Gefühl hatte, nicht gut zu sein. Für das Stück Country People von Maxim Gorki wurde sie trotz eigener Zweifel engagiert und sie spielte während der Hälfte der Laufzeit gut. In späteren Aufführungen habe sie jedoch die Kontrolle verloren, da sie sich noch keine Technik angeeignet hatte. So habe sie für die weiteren Auftritte ihre Emotionen erzwungen, was das Publikum bemerkt und deshalb negativ reagiert habe. Wiest konnte sich den Besuch einer Schauspielschule nicht leisten, da sie mit der Schauspielerei ihren Lebensunterhalt finanzieren musste. Daher habe sie versucht, beim Vorsprechen oder bei Auftritten von ihren Kollegen zu lernen. Als Glücksfall habe sich die Rolle der Hermia in Shakespeares Ein Mittsommernachtstraum herausgestellt, die sie am Guthrie Theater in Minneapolis verkörperte, während sie verschiedene Ausdruckskurse an dem Theater besuchte. Der Regisseur John Hirsch sei zunächst von seiner Schauspielerin enttäuscht gewesen und habe sie bei den Proben hart rangenommen. Gegen Ende der Spielzeit hatte Wiest viel dazugelernt und sich eine eigene Technik erarbeitet, was auch von ihren Kollegen honoriert wurde. Sie entwickelte sich als Theaterschauspielerin weiter und fand ihren eigenen Stil, der auf der Bühne gut funktionierte. Vor der Kamera jedoch konnte sie mit ihrer Art nicht dieselben Erfolge erzielen. Tim Burton bezeichnete Dianne Wiest als Schauspielerin, bei der viel unter der Oberfläche passiert. Etwas, das von einem Kinopublikum nicht so gut aufgenommen werden könne, wie von einem Theaterpublikum. Woody Allen ist laut Wiest einer der wenigen, der es schaffe, aus ihr vor der Kamera dieselbe Leistung hervorzuholen, die sie auch auf der Bühne zeige. Kritiker David Denby teilt die Meinung von Wiest, die seiner Ansicht nach in Filmen einige gute Momente gehabt habe, die Leinwand jedoch nie habe wirklich kontrollieren können. Als alternde Theaterschauspielerin Helen Sinclair in Woody Allens Bullets over Broadway jedoch überzeuge sie laut Denby und wirke größer und stärker als in früheren Rollen.
Wiest gilt als scheue Persönlichkeit, deren Schauspiel jedoch sehr emotional ist, da sie die gespielten Emotionen oft selbst durchlebt. Etwas, das laut Rosemarie Tichler und Barry Jay Kapla bei ihr auch zum Vorschein kommt, wenn sie in Interviews Ereignisse beschreibt. Wiest riskiere es, sich selbst in Verlegenheit zu bringen, um die Originalität und Echtheit von Gefühlen zu garantieren.

„Sie hält nichts zurück, und das ist eines der Markenzeichen, die ihr Schauspiel so wertvoll machen.“

## Rezeption
Bereits für eine ihrer ersten Nebenrollen vor der Kamera wurde Dianne Wiest als „überzeugend“ gelobt, da sie das Unmögliche schaffe und in Ihre letzte Chance das Publikum für die Geschichte der einfachen Hausfrau Nancy, die mit ihren Kindern überfordert ist und von ihrem Ehemann misshandelt wird, begeistere.
Regisseur Woody Allen sagte über Schauspieler im Allgemeinen:

“[…] what differentiates the great ones from the lesser ones is that they can thrill you with the turn of a phrase, a run, or the bending of a note. That is true acting.”

„[…] was die großartigen [Schauspieler] von den weniger großartigen unterscheidet, ist die Tatsache, dass sie dich mit der Drehung eines Satzes, einem Durchlauf oder der Verbiegung einer Anmerkung erregen können. Das ist echte Schauspielerei.“

Im gleichen Atemzug bezog sich Allen auf Dianne Wiest, bei der man nie wisse, was sie als Nächstes mache.
Regisseur Tim Burton sagte über Dianne Wiest, sie sei in der Filmindustrie sehr respektiert, was ihm bei der Verfilmung von Edward mit den Scherenhänden zugutegekommen sei. Wiest sei die erste gewesen, die für das Projekt einen Vertrag unterschrieben habe, was andere Schauspieler motiviert habe, es ihr gleichzutun.

„Sie [Dianne Wiest] war mein Schutzengel.“

## Theaterrollen

### Broadway
- 22. Dezember 1970 bis 14. März 1971: Happy Birthday, Wanda June, mit Keith Charles und Nicolas Coster
- 30. September 1971 bis 31. Oktober 1971: Solitaire / Double Solitaire, mit John Cromwell und Joyce Ebert
- 04. Januar 1981: Frankenstein, mit Dennis Bacigalupi und John Carradine
- 03. Februar 1982 bis 23. Mai 1982: Othello, mit James Earl Jones und Christopher Plummer
- 26. Mai 1982 bis 13. Juni 1982: Beyond Therapy, mit John Lithgow und David Hyde Pierce
- 01. August 1993 bis 22. August 1993: In the Summer House, mit Frances Conroy und Liev Schreiber[11]
- 30. April 2003 bis 22. August 2003: Salome, mit Al Pacino und Marisa Tomei
- 16. Oktober 2008 bis 11. Januar 2009: All My Sons, mit John Lithgow und Patrick Wilson[16]

### Sonstige
- 1980: The Art of Dinning
- 1984: After the Fall, mit Frank Langella
- 1984: Other Places
- 1984: Serenading Louie
- 1987: Hunting Cockroaches
- 1994: Blue Light von Cynthia Ozick, Regie: Sidney Lumet, mit Mercedes Ruehl[40]
- 1996: The Shawl[41]
- 1997: One Flea Spare, mit Jon De Vries, Bill Camp und Mischa Barton
- 2005: Memory House[13]
- 2005: Third, mit Jason Ritter und Gaby Hoffmann
- 13. März bis 13. April 2008: The Seagull, mit Alan Cumming und Kellie Garner

## Filmografie (Auswahl)
- 1980: It’s My Turn – Ich nenn’ es Liebe (It’s my Turn)
- 1982: Ihre letzte Chance (Independence Day)
- 1982: Die Jagd nach dem Leben (I’m Dancing as Fast as I Can)
- 1984: Footloose
- 1984: Der Liebe verfallen (Falling in Love)
- 1985: The Purple Rose of Cairo
- 1986: Hannah und ihre Schwestern (Hannah and her Sisters)
- 1987: Radio Days
- 1987: The Lost Boys
- 1987: September
- 1988: Die grellen Lichter der Großstadt (Bright Lights, Big City)
- 1988: Cookie
- 1989: Eine Wahnsinnsfamilie (Parenthood)
- 2000–2002: Law & Order (Fernsehserie)
- 1990: Edward mit den Scherenhänden (Edward Scissorhands)
- 1991: Das Wunderkind Tate (Little Man Tate)
- 1994: Cops & Robbersons – Das haut den stärksten Bullen um (Cops and Robberson)
- 1994: Bullets over Broadway
- 1994: Der Scout (The Scout)
- 1996: The Birdcage – Ein Paradies für schrille Vögel (The Birdcage)
- 1996: Wer ist Mr. Cutty? (The Associate)
- 1998: Der Pferdeflüsterer (The Horse Whisperer)
- 1998: Zauberhafte Schwestern (Practical Magic)
- 1999: Das Leben ist was Wunderbares (The Simple Life of Noah Dearborn)
- 2000: Das zehnte Königreich (The 10th Kingdom, Miniserie)
- 2001: Ich bin Sam (I am Sam)
- 2001: Not Afraid, Not Afraid
- 2002: Merci Docteur Rey
- 2004: Category 6 – Der Tag des Tornado (Category 6: Day of Destruction, Fernsehfilm)
- 2004: The Blackwater Lightship
- 2005: Robots (Stimme)
- 2006: Kids – In den Straßen von New York (A Guide to Recognizing Your Saints)
- 2007: Dedication
- 2007: Dan – Mitten im Leben! (Dan in Real Life)
- 2008: Passengers
- 2008: Synecdoche, New York
- 2008: In Treatment
- 2009: Rage
- 2010: Rabbit Hole
- 2011: Ein Jahr vogelfrei! (The Big Year)
- 2014: The Blacklist (Fernsehserie, Folge 1×15)
- 2015: Sisters
- 2015–2019: Life in Pieces (Fernsehserie, 79 Folgen)
- 2018: The Mule
- 2020: I Care a Lot
- 2020: Let Them All Talk
- 2021–2023: Mayor of Kingstown (Fernsehserie, 20 Folgen)
- 2024: Apartment 7A

## Auszeichnungen

### Theaterpreise
- 1980: Theatre World Award für The Art of Dinning
- 1980: Nominierung für den Drama Desk Award in der Kategorie Herausragende Schauspielerin in einem Stück für The Art of Dinning
- 1984: Nominierung für den Drama Desk Award in der Kategorie Herausragende Schauspielerin in einem Stück für Other Places und Serenading Louie
- 1987: Nominierung für den Drama Desk Award in der Kategorie Herausragende Schauspielerin in einem Stück für Hunting Cockroaches

### Film und Fernsehen

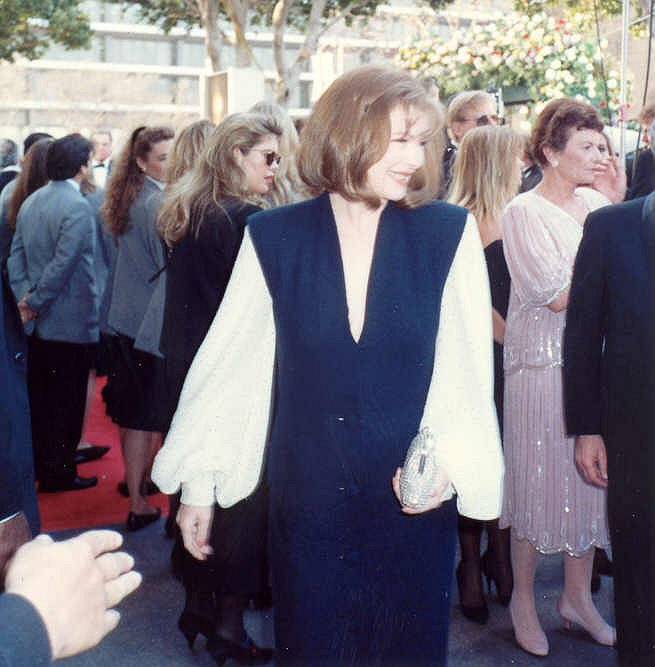
Dianne Wiest bei der Oscarverleihung 1990

Dianne Wiest teilt sich mit Shelley Winters den Titel der am häufigsten mit dem Oscar ausgezeichneten Nebendarstellerin. Daneben hat sie im Laufe ihrer Karriere noch zahlreiche weitere Preise gewonnen.

#### Oscar
- 1987: Auszeichnung als beste Nebendarstellerin für Hannah und ihre Schwestern
- 1990: Nominierung als beste Nebendarstellerin für Parenthood
- 1995: Auszeichnung als beste Nebendarstellerin für Bullets over Broadway

#### American Comedy Awards
- 1994: Auszeichnung für Bullets over Broadway
- 1996: Auszeichnung für The Birdcage – Ein Paradies für schrille Vögel
- 1999: Nominierung für Zauberhafte Schwestern

#### Blockbuster Entertainment Award
- 1996: Auszeichnung für The Birdcage – Ein Paradies für schrille Vögel
- 1999: Nominierung für Zauberhafte Schwestern

#### Boston Society of Film CriticsAward
- 1986: Auszeichnung als beste Nebendarstellerin für Hannah und ihre Schwestern

#### Emmy
- 1997: Auszeichnung „Beste Gastdarstellerin in einer Dramaserie“ für Das Mädchen aus der Stadt
- 1999: Nominierung für The Simple Life of Noah Dearborn
- 2008: Auszeichnung als Nebendarstellerin in einer Dramaserie für In Treatment
- 2009: Nominierung als Nebendarstellerin in einer Dramaserie für In Treatment

#### Golden Globe Award
- 1987: Nominierung als beste Nebendarstellerin für Hannah und ihre Schwestern
- 1990: Nominierung als beste Nebendarstellerin für Parenthood
- 1994: Auszeichnung als beste Nebendarstellerin für Bullets over Broadway
- 2009: Nominierung als beste Nebendarstellerin für In Treatment

#### National Society of Film CriticsAward
- 1987: Auszeichnung als beste Nebendarstellerin für Hannah und ihre Schwestern
- 1995: Auszeichnung als beste Nebendarstellerin für Bullets over Broadway

#### Screen Actors Guild Awards
- 1995: Auszeichnung Beste Nebendarstellerin für Bullets Over Broadway
- 1997: Auszeichnung Bestes Schauspielensemble für The Birdcage – Ein Paradies für schrille Vögel
- 2001: Nominierung als bestes Schauspielensemble in einer Dramaserie für Law & Order
- 2002: Nominierung als bestes Schauspielensemble in einer Dramaserie für Law & Order

#### Sonstige
- 1988: Nominierung für den British Academy Film Award als beste Nebendarstellerin für Radio Days
- 1992: Nominierung für den Saturn Award als beste Nebendarstellerin für Edward mit den Scherenhänden
- 1994: Auszeichnung mit dem Chicago Film Critics Association Award
- 1994: Auszeichnung mit dem Kansas City Film Critics Circle Award
- 1994: Auszeichnung mit dem Los Angeles Film Critics Association Award als beste Nebendarstellerin für Bullets over Broadway
- 1994: Auszeichnung mit dem New York Film Critics Circle Award als beste Nebendarstellerin für Bullets over Broadway
- 1994: Auszeichnung mit dem Southeastern Film Critics Association Award
- 1995: Auszeichnung mit dem Independent Spirit Award als beste Nebendarstellerin für Bullets over Broadway
- 1995: Auszeichnung mit dem Chlotrudis Award als beste Nebendarstellerin für Bullets over Broadway
- 2004: Auszeichnung mit dem Satellite Award als beste Darstellerin in einer Miniserie oder einem Fernsehfilm für The Blackwater Lightship
- 2006: Auszeichnung mit dem Spezialpreis der Jury beim Sundance Film Festival für A Guide to Recognize Your Saints
- 2010: Nominierung für den Satellite Award als beste Nebendarstellerin für Rabbit Hole